# Йейнболл, Теодор Виллем Ян
Теодор Виллем Ян Йейнболл (нидерл. Theodoor Willem Jan Juynboll, чаще TWJ Juynboll или TW Juynboll; 6 апреля 1802, Роттердам — 1861) — нидерландский востоковед.

## Биография
Теодор Виллем Ян Йейнболл занимал должность профессора восточных языков в Франекере (с 1831 г.), Гронингене (с 1841 г.) и наконец с 1845 г. в Лейденском университете. Особенно много сделал для арабской историографии и самаритянской истории и литературы.
Его главные труды: «Commentatio de carmine Montenabbii in Europa nondum edito» (Амстердам, 1840); «Commenlatio de versione arabico-samaritana etc.» (там же, 1846); «Commentatio in historiam gentis samaritanae» (Лейден, 1846); «Liber Josuae» (с латинским переводом, там же, 1848); «Lexicon geographicum» (1852—1864) и др.